# 嘎洒街道
嘎洒街道，是中华人民共和国云南省西双版纳傣族自治州景洪市下辖的一个街道办事处。
2021年10月21日，云南省人民政府批复同意嘎洒镇撤镇设街道，11月30日正式挂牌。2022年，西双版纳州人民政府批准嘎洒街道析置为嘎洒街道、嘎栋街道、曼弄枫街道3个街道，2023年3月12日，嘎栋街道、曼弄枫街道正式挂牌。

## 行政区划
嘎洒街道下辖以下地区：
曼占宰社区、曼迈社区、曼勉社区、曼达社区、曼景罕社区、沙药社区、纳洒社区、龙源社区、光华社区、天河社区、清水社区、安定社区、红旗社区、胜利社区、曼播村、南帕村。

## 中国传统村落
2013年8月，曼景保被评为第二批中国传统村落。